# Lourdes Velázquez González
Lourdes Velázquez González es una filósofa y bioeticista mexicana, feminista, perteneciente al Sistema Nacional de Investigadores (SNI) del nivel II de CONACYT. Promotora cultural de la Civilización del Anáhuac. Se ha especializado en el estudio de las culturas prehispánicas y la bioética.
Es catedrática de Filosofía y Bioética de la Universidad Panamericana (México) y coordinadora de investigación y vinculación del Centro Interdisciplinario de Bioética de la misma institución. De 2013 a 2018 fue Vicepresidente de la Federación Internacional de Sociedades de Filosofía (FISP) de la que en 2018 asumió la presidencia de la Comisión de Bioética y Ética de las Ciencias. En 2021 fue elegida miembro del Instituto Internacional de Filosofía (París). Miembro del Comité del Programa del 25o Congreso Mundial de Filosofía, Roma 2024. Es Miembro Regular de la Academia Mexicana de Ciencias desde 2024. Vicepresidenta FIDAPA-BPW Genova (2023 - 2025}.

## Estudios
Lourdes Velázquez González comenzó los estudios de la licenciatura en Filosofía en la Universidad Panamericana (México) para posteriormente ingresar a la Universidad de Génova (Italia) donde realizó estudios de Doctorado en Filosofía, mismos que finalizó con mención honorífica, tras defender la tesis La Filosofia della Medicina nel Messico antico, en la que expone el pensamiento metafísico y cosmológico, así como la concepción filosófica del hombre y las características físico-ambientales de las poblaciones del México antiguo. 
Velázquez cursó el máster en Bioética en el Ateneo Pontificio Regina Apostolorum (Italia), obteniendo el grado con Summa cum laude. Posteriormente con la tesis El tratamiento del neonato terminal consiguió con mención honorífica el Doctorado en Bioética por la Universidad Anáhuac (México). Cuenta también con un Master en Consultoría filosófica y antropología existencial por la Universidad Europea de Roma (Italia) y varios diplomados, así como cursos de especialización en instituciones como la Universidad de Navarra (España), la Universidad Anáhuac (México) entre otras.

## Investigación y actividad académica
Es miembro del Sistema Nacional de Investigadores (SNI) del CONACYT desde 2014. Es integrante del Grupo de evaluadores de investigación de la Pontificia Universidad Católica del Perú (PUCP) y del Instituto de Filosofía aplicada a la consultoría y a la ética. Forma parte del grupo de evaluadores acreditados (RCEA) del CONACYT. 
Se ha desempeñado profesionalmente como profesora, conferenciante, articulista, ensayista y locutora de radio. Ha impartido cátedra en las materias de Lógica, Filosofía de México, Filosofía Náhuatl, Filosofía Latinoamericana y Bioética en diversas instituciones de educación superior en México e Italia. En México ha sido profesora de la Universidad Pontificia de México, la Universidad Anáhuac y la Universidad Panamericana. Ha dictado seminarios de Cultura Latino-Americana en la Facultad de Lenguas de la Universidad de Génova, en el Instituto Universitario Suor Orsola de Nápoles, así como en la Universita Cattolica del Sacro Cuore de Milan; y seminarios acerca de las Concepciones Científicas y Filosóficas en la Cultura Prehispánica de México, especialmente en el campo de filosofía de la medicina. Estos seminarios se ubicaban dentro de su actividad en calidad de colaboradora de la cátedra de Historia del pensamiento médico y biológico de la Scuola di Scienze Umanistiche-Universidad de Génova. 
Regularmente imparte seminarios de Bioética o Filosofía como profesora visitante en universidades extranjeras como la Universidad degli di Studi di Genova, la Universidad de La Laguna (España), Universidad Pontificia Bolivariana (Colombia), Universidad del Atlántico (Colombia), Universidad del Valle (Colombia), entre otras. Como ponente o conferenciante, ha participado en congresos sobre filosofía en México, Colombia, Venezuela, Ecuador, Brasil, Perú, Argentina, Estados Unidos, Alemania, Austria, España, Inglaterra, Italia, Francia, Bélgica, Holanda, Dinamarca, Italia, Rusia, Kenia, India, Japón, Marruecos, Corea, Turquía. Además ha publicado diversos artículos en revistas especializadas como Logos, Nuova Secondaria, KOS, Clepsydra, Anthropos & Iatria, Studia Bioethica, Medicina y Ética, Bioethics UPdate, entre otras.
Es profesora e investigadora en el Centro Interdisciplinario de Bioética de la Universidad Panamericana. Además fue vicepresidenta de la Federazione internazionale delle società di filosofia (FISP) del 2013 al 2018 . Forma parte de las Comisiones de Bioética y de la  Enseñanza de la Filosofía de la misma FISP. Se desempeña también como miembro del Consejo Directivo del Instituto Italiano de Bioética y del Grupo Internacional de Investigación sobre temas bioéticos, en el marco del proyecto de investigación del Ministerio de Ciencia e Innovación de España, FFI2009-09483 (subprograma FISO). Conduce el programa semanal: Viva la vida en Radio UP, siendo este el primer programa dedicado enteramente a temas de Bioética en su país y por el que recibió el Premio Nacional de Locución 2019. Escribe también la columna: Toltecayotl, cultura viva, de la revista digital: Carta de México.
En 2021 fue elegida miembro del Instituto Internacional de Filosofía (París). Fue miembro del Comité del Programa del 25o Congreso Mundial de Filosofía, Roma 2024. Miembro Regular de la Academia Mexicana de Ciencias y de la Accademia Ligure di Scienze e Lettere (Italia).

## Pensamiento
Sus estudios más recientes se han centrado en el análisis de las dificultades que encuentran el intercambio y el diálogo intercultural, especialmente entre países que desde siglos tienen un enfoque científico-tecnológico de la cultura y los países que “importan” de los primeros sobre todo los productos de la tecnología sin renunciar a sus raíces culturales y a sus valores tradicionales. Todo esto se hace muy evidente en el campo de la medicina, a propósito del cual los mismos países de Occidente tuvieron que darse cuenta de los choques profundos que las técnicas bio-médicas pueden producir con respecto a valores éticos, políticos, sociales y religiosos de su misma tradición (lo que ha producido un desarrollo considerable de los estudios y debates de bioética). Mucho más profundos pueden resultar dichos choques cuando dependen también del espíritu muy diferente según el cual la medicina es percibida y practicada en otros contextos culturales, ya que la medicina siempre ha implicado mucho más que un enfoque científico y, en particular, se ha desarrollado en el marco de concepciones antropológicas muy peculiares de cada cultura. Esta complementariedad entre bioética y estudios filosóficos y antropológicos en el campo de la medicina puede proporcionar probablemente modelos útiles para el problema general de la transferencia de conocimientos técnicos y científicos en países de otras áreas geográficas, y sin duda para el problema más delimitado que concierne a los países de América Latina, dentro de los cuales se ha desarrollado la investigación de la Dra. Velázquez.

## Publicaciones
Es autora de libros, capítulos de libros  y diversos artículos publicados en México y el extranjero. Algunas de sus obras han sido traducidas al italiano. 
- La civilización del Anáhuac: Filosofía, medicina y ciencia. Editorial Notas Universitarias (NUN). Scholia. (ISBN 978-607-9845-97-1) Cd. de México 2019
- La civilitá dell’Anahuac: sviluppi scientifici, umanistici e culturali del Messico antico. MIMESIS Edizioni. (ISBN 9788857560717) Milano, Italia 2020
- El aspecto médico y la dimensión existencial de la enfermedad: reflexiones bioéticas. Revista de Medicina y Ética Medicina y Ética, Revista Internacional de Bioética, Deontología y Ética Médica. Vol. XXXI N.1 Ene-Mar 2020.ISSN:0188-5022 impresa ISSN digital: 2594-2166
- Mercification of the female body and surrogate gestation. Studia Bioethica, 11 (2018) publicada en mayo de 2020 n.3, (ISSN: 2281-504X) Roma, Italia
- The role of philosophy in the pandemic era. Bioethics Update.Volumen 6 Número 2, agosto-diciembre de 2020. Elsevier. ISSN 2395-938X
- Il trattamento del neonato terminale dal punto di vista bioetico. Studium edizioni. Universale 91. (ISBN 978-88-382-4660-9) Roma, Italia 2018
- El tratamiento del neonato terminal desde el punto de vista bioético. Introducción Elio Sgreccia EUNSA. Pamplona, España, 2017. (ISBN 9788431331757)
- Verità e Certezza: La crisi dello scientismo e il realismo del senso comune. Introducción Antonio Livi. Casa Editrice Leonardo da Vinci. (ISBN 978-8888926667)
- Filosofia e medicina nel Messico antico, Ed. ERGA. Génova. (ISBN 8881631156)
- Verdad y Certeza: Un debate actual considerado a la luz de algunas reflexiones tradicionales. Ediciones, Universidad Pontificia de México, 2011. (ISBN 978-607-7837-07-7)
- Un nuovo capitolo della bioetica: l’eutanasia pediátrica in Le forme della razionalità tra realismo e normativà, a cura di Fabio Minazzi, Matteo Negro, e Agostino Carrino, Mimesis Edizioni, Milano-Udine, 2009
- La Bioetica entro una prospettiva di tipo hegeliano in Epistemologia e soggettività oltre il relativismo. Ed a cura di G.Mari, F.Minazzi, M.Negro, C.Vinti, Firenze: Firenze University Press. Italia, 2013.[6] (ISBN 978-88-6655-391-5)
- La Bioética y el manejo del dolor en Medicina en: Introducción a La Bioética. Editores: José Kuthy (+) Oscar J. Martínez, Martha Tarasco. Mendez Editores. IS. México, 2015. (ISBN 978-6077659006)
- Contributions to Latin American Philosophy in Science between truth and Ethical Responsibility. Editors Mario Allai, Marco Buzzoni, Gino Tarozzi. Springer, 2015. (ISBN 978-3-319-16369-7)
- A non-superficial conception of common sense, in: Epistemology of Ordinary Knowledge. Editors Mariano Bianca and Paolo Piccari (eds.), Cambridge Scholars Publishing, Newcastle on Tyne. UK, 2015. (ISBN 1443886270)
- L’identita culturale del Messico in: Le radici della razionalitá critica: saperi, pratiche, teleologie. Studi offerti a Fabio Minazzi. Editor Dario Generali. Mimesis edizioni. Milano (Italia), 2015.
- El papel de los medios de comunicación en la difusión de la Bioética, en: Ética y los derechos de las audiencias. Rogelio Del Prado Coordinador. Ed. Limusa - Universidad Anáhuac. México, 2016. (ISBN 978-607-05-0801-1)
- How philosophy can help to address pandemic? in: Bioetthics UPdate Volumen 7, Número 1 January-June 2021. Permanyer. DOI:10.24875/BUP.21000003.[7]
- New Challenges for Ethics: The Social Impact of Posthumanism, Robots, and Artificial Intelligence", in: Journal of Healthcare Engineering, vol. 2021, p.8, 2021.[8]

## Premios y reconocimientos
- Summa Cum Laude en la Universidad de Génova (1997).
- Summa Cum Laude en el Pontificio Ateneo Regina Apostolorum (2008).
- Reconocimiento por su labor como difusora de la Ciencia y Literatura Mexicana en Europa; otorgado por la Asociación Mexicana de los Medios de la Comunicación, A.C. (2009).
- Reconocimiento por su actividad docente internacional en el tema de la Bioética; otorgado por el presidente Municipal de la municipalidad de Rapallo Avv. Mentore Campodonico, conjuntamente con los Centros Pro-Vida de Rapallo y Santa Margarita Ligure, Italia (2011).
- Mención Honorífica en la Universidad Anáhuac (2015).
- Reconocimiento por su importante labor filantrópica y cultural en beneficio de la Sociedad Mexicana; otorgado por Maple Canadiense de Montreal. México (2017)
- Premio Nacional de Locución. Medalla al mérito: Agustín Barrios Gómez. Categoría Radio: Análisis político. Otorgado por la Asociación Nacional de Locutores de México, A.C. (2018).[9]
- Galardón a la Excelencia Educativa edición Cuzco 2021. Otorgado por la Organización Internacional para la Inclusión y Calidad Educativa OIICE. Cuzco, Perú (2021).
- Orden Dorada Magisterial. Otorgado por la Organización Internacional para la Inclusión y Calidad Educativa OIICE (2021).
- Doctora Honoris Causa. Otorgado por la Organización Internacional para la Inclusión y Calidad Educativa. Lima, Perú (2021).
- Micrófono de Oro. Otorgado por la Asociación Nacional de Locutores de México (2023)
- Galardón Profesionales con valor.Categoría Trayectoria Profesional. Otorgado por la Universidad La Salle (2023)